# Liga Premier de Bielorrusia 2017
La temporada 2017 fue la 27.ª edición de la Liga Premier de Bielorrusia, la máxima categoría del fútbol en Bielorrusia. Comenzó el 1 de abril de 2017 y finalizó el 26 de noviembre de 2017. El BATE Borisov se coronó campeón por duodécima vez consecutiva.

## Ascensos y descensos
Los dos equipos descendidos de la temporada 2016, Granit Mikashevichi y Belshina Bobruisk, fueron relegados a la Primera Liga Bielorrusa 2017. Fueron reemplazados por FC Gomel y Dnepr Mogilev, campeón y subcampeón de la Primera Liga Bielorrusa 2016, respectivamente.
| Pos. | Descendidos de la Liga Premier 2016 |
| ---- | ----------------------------------- |
| 15.º | Belshina Bobruisk                   |
| 16.º | Granit Mikashevichi                 |

| Pos. | Ascendidos de la Primera Liga Bielorrusa 2016 |
| ---- | --------------------------------------------- |
| 1º   | Gomel                                         |
| 2º   | Dnepr Mogilev                                 |

## Formato de competición
Los dieciséis equipos participantes jugaron entre sí todos contra todos dos veces totalizando 30 partidos cada uno, al término de la fecha 30 el primer clasificado se coronó campeón y obtuvo un cupo para la segunda ronda de la Liga de Campeones 2018-19, mientras que el segundo y tercer clasificado obtuvieron un cupo para la primera ronda de la Liga Europa 2018-19; por otro lado los dos últimos clasificados descendieron a la Primera Liga de Bielorrusia 2018.
Un tercer cupo para la segunda ronda de la Liga Europa 2018-19 fue asignado al campeón de la Copa de Bielorrusia.

## Información de los equipos
| Club                  | Ciudad      | Estadio               | Capacidad |
| --------------------- | ----------- | --------------------- | --------- |
| BATE Borisov          | Borisov     | Borisov Arena         | 13,126    |
| Dinamo Brest          | Brest       | OSK Brestsky          | 10,169    |
| Dinamo Minsk          | Minsk       | Traktor Stadium       | 17,586    |
| Dnepr Mogilev         | Mogilev     | Spartak Stadium       | 7,990     |
| Gomel                 | Gomel       | Central Stadium       | 14,307    |
| Gorodeya              | Haradzeya   | Gorodeya Stadium      | 2,100     |
| Isloch Minsk Raion    | Minsk       | FC Minsk Stadium      | 3,100     |
| Krumkachy Minsk       | Minsk       | FC Minsk Stadium      | 3,100     |
| Minsk                 | Minsk       | FC Minsk Stadium      | 3,100     |
| Naftan Novopolotsk    | Navapolatsk | Atlant Stadium        | 4,522     |
| Neman Grodno          | Grodno      | Neman Stadium         | 9,000     |
| Shakhtyor Soligorsk   | Soligorsk   | Stroitel Stadium      | 4,200     |
| Slavia Mozyr          | Mazyr       | Yunost Stadium        | 5,371     |
| Slutsk                | Slutsk      | City Stadium (Slutsk) | 2,150     |
| Torpedo-BelAZ Zhodino | Zhodzina    | Torpedo Stadium       | 6,524     |
| Vitebsk               | Vitebsk     | Vitebsky CSK          | 8,300     |

Source: Scoresway

## Tabla de posiciones
| Pos. | Equipo              | Pts. | PJ | G  | E  | P  | GF | GC | Dif. | Clasificación y descenso 2018–19            |
| ---- | ------------------- | ---- | -- | -- | -- | -- | -- | -- | ---- | ------------------------------------------- |
| 1    | BATE Borisov (C)    | 68   | 30 | 21 | 5  | 4  | 61 | 19 | +42  | Segunda ronda de la Liga de Campeones       |
| 2    | Dinamo Minsk        | 68   | 30 | 22 | 2  | 6  | 46 | 15 | +31  | Primera ronda de la Liga Europa             |
| 3    | Shakhtyor Soligorsk | 65   | 30 | 20 | 5  | 5  | 52 | 22 | +30  | Primera ronda de la Liga Europa             |
| 4    | Dinamo Brest        | 51   | 30 | 14 | 9  | 7  | 47 | 26 | +21  | Segunda ronda de la Liga Europa             |
| 5    | Torpedo Zhodino     | 51   | 30 | 14 | 9  | 7  | 43 | 27 | +16  |                                             |
| 6    | Neman Grodno        | 49   | 30 | 14 | 7  | 9  | 42 | 32 | +10  |                                             |
| 7    | Slutsk              | 44   | 30 | 12 | 8  | 10 | 30 | 34 | −4   |                                             |
| 8    | Vitebsk             | 43   | 30 | 12 | 7  | 11 | 35 | 38 | −3   |                                             |
| 9    | Gorodeya            | 38   | 30 | 8  | 14 | 8  | 37 | 35 | +2   |                                             |
| 10   | Gomel               | 35   | 30 | 9  | 8  | 13 | 24 | 25 | −1   |                                             |
| 11   | Isloch Minsk Raion  | 27   | 30 | 10 | 4  | 16 | 27 | 46 | −19  |                                             |
| 12   | Dnepr Mogilev       | 26   | 30 | 6  | 8  | 16 | 27 | 48 | −21  |                                             |
| 13   | Krumkachy Minsk     | 25   | 30 | 5  | 10 | 15 | 26 | 47 | −21  | Descenso a Segunda Liga de Bielorrusia 2018 |
| 14   | Minsk               | 23   | 30 | 3  | 14 | 13 | 19 | 39 | −20  |                                             |
| 15   | Slavia Mozyr        | 20   | 30 | 4  | 8  | 18 | 26 | 50 | −24  | Descenso a Primera Liga de Bielorrusia 2018 |
| 16   | Naftan              | 13   | 30 | 4  | 6  | 20 | 18 | 57 | −39  | Descenso a Primera Liga de Bielorrusia 2018 |

Actualizado a los partidos jugados el 26 de noviembre de 2017.
 Fuente: football.by, Soccerway
Criterios de clasificación: 1) Puntos; 2) puntos entre sí; 3) diferencia de goles; 4) Goles marcados.
Notas:
1. 1 2  BATE Borisov está por delante del Dinamo Minsk en el récord entre ellos: BATE Borisov 1–0 Dinamo Minsk, Dinamo Minsk 0–1 BATE Borisov.
2. 1 2  Dinamo Brest está por delante del Torpedo Zhodino en el récord entre ellos: Dinamo Brest 1–0 Torpedo Zhodino, Torpedo Zhodino 1–1 Dinamo Brest.
3. ↑  El Dinamo Brest obtuvo un cupo para la Segunda ronda de la Liga Europa 2018-19 tras ganar la Copa de Bielorrusia 2017-18.
4. ↑  Isloch Minsk Raion se le dedujeron 7 puntos[1]
5. ↑  Krumkachy Minsk fue excluido antes del comienzo de la temporada 2018, después de no proporcionar los documentos necesarios para conseguir la licencia y no pagar las deudas salariales a sus jugadores. Después de que rechazaran la apelación, la decisión se hizo definitiva el 19 de marzo de 2018.[2]
6. ↑  Naftan se le dedujeron 5 puntos[3]

## Resultados cruzados
| Local \ Visitante   | BAT | DBR | DMI | DNE | GOM | GOR | ISL | KRU | MIN | NAF | NEM | SHA | SLA | SLU | TOR | VIT |
| ------------------- | --- | --- | --- | --- | --- | --- | --- | --- | --- | --- | --- | --- | --- | --- | --- | --- |
| BATE Borisov        | —   | 1–0 | 1–0 | 2–1 | 3–0 | 2–0 | 2–0 | 2–3 | 1–0 | 1–1 | 3–1 | 1–0 | 2–0 | 6–0 | 0–0 | 3–1 |
| Dinamo Brest        | 1–1 | —   | 1–0 | 3–0 | 3–0 | 1–1 | 4–1 | 3–0 | 4–0 | 2–0 | 0–2 | 2–2 | 3–1 | 0–0 | 1–0 | 2–0 |
| Dinamo Minsk        | 0–1 | 1–0 | —   | 2–1 | 1–0 | 4–2 | 1–0 | 1–0 | 1–0 | 1–0 | 1–0 | 2–2 | 0–0 | 2–0 | 1–0 | 1–3 |
| Dnepr Mogilev       | 0–2 | 1–0 | 0–3 | —   | 0–4 | 2–2 | 1–2 | 2–1 | 1–1 | 4–0 | 0–3 | 0–1 | 5–3 | 0–0 | 0–5 | 1–2 |
| Gomel               | 1–1 | 0–1 | 0–1 | 0–0 | —   | 0–0 | 0–1 | 2–0 | 2–1 | 3–1 | 2–2 | 0–0 | 2–0 | 0–1 | 0–1 | 0–1 |
| Gorodeya            | 3–3 | 1–1 | 1–0 | 2–2 | 0–0 | —   | 2–0 | 1–1 | 1–1 | 2–0 | 1–0 | 0–1 | 0–0 | 1–1 | 3–2 | 3–2 |
| Isloch Minsk Raion  | 0–2 | 3–1 | 1–5 | 1–0 | 0–1 | 0–4 | —   | 1–1 | 0–0 | 0–0 | 0–1 | 1–2 | 1–0 | 1–2 | 2–1 | 0–1 |
| Krumkachy Minsk     | 2–3 | 1–1 | 0–1 | 0–0 | 0–1 | 0–3 | 2–0 | —   | 2–1 | 2–2 | 2–2 | 0–2 | 1–1 | 1–1 | 0–3 | 1–0 |
| Minsk               | 1–0 | 2–2 | 0–2 | 0–0 | 0–2 | 0–0 | 2–0 | 0–0 | —   | 2–2 | 0–1 | 0–1 | 2–2 | 1–1 | 0–0 | 0–0 |
| Naftan              | 0–3 | 0–4 | 0–4 | 0–1 | 0–3 | 1–0 | 1–2 | 0–3 | 0–1 | —   | 3–2 | 1–5 | 0–2 | 0–1 | 0–1 | 0–0 |
| Neman Grodno        | 0–1 | 0–2 | 0–1 | 2–0 | 3–0 | 2–1 | 1–1 | 2–0 | 3–1 | 2–1 | —   | 3–1 | 0–0 | 2–1 | 0–1 | 1–4 |
| Shakhtyor Soligorsk | 0–4 | 3–0 | 0–1 | 2–1 | 0–0 | 4–0 | 4–0 | 2–0 | 3–0 | 2–1 | 0–0 | —   | 1–0 | 2–1 | 1–2 | 2–0 |
| Slavia Mozyr        | 0–6 | 1–2 | 0–2 | 4–0 | 1–1 | 1–0 | 2–3 | 3–1 | 2–2 | 1–2 | 1–2 | 0–3 | —   | 1–2 | 0–3 | 0–1 |
| Slutsk              | 1–0 | 1–0 | 0–3 | 1–0 | 1–0 | 1–1 | 1–3 | 2–0 | 2–0 | 0–1 | 1–2 | 0–2 | 0–0 | —   | 4–1 | 2–3 |
| Torpedo Zhodino     | 2–4 | 1–1 | 1–0 | 0–0 | 1–0 | 3–2 | 2–1 | 3–0 | 1–1 | 1–1 | 1–1 | 1–2 | 2–0 | 1–1 | —   | 2–0 |
| Vitebsk             | 1–0 | 2–2 | 1–4 | 0–4 | 1–0 | 0–0 | 0–2 | 2–2 | 2–0 | 2–0 | 2–2 | 1–2 | 1–0 | 0–1 | 1–1 | —   |

## Goleadores
Actualizado al 18 de noviembre de 2017
 Fuente: football.by Archivado el 6 de diciembre de 2017 en Wayback Machine.
| Pos. | Jugador                 | Club                  | Goles |
| ---- | ----------------------- | --------------------- | ----- |
| 1    | Mikhail Gordeichuk      | BATE Borisov          | 18    |
| 2    | Pavel Savitski          | Neman Grodno          | 14    |
| 3    | Anton Saroka            | Dinamo Minsk          | 12    |
| 4    | Yahor Zubovich          | Torpedo-BelAZ Zhodino | 11    |
| 5    | Bojan Dubajić           | Gorodeya              | 10    |
| 5    | Dzyanis Laptsew         | Shakhtyor Soligorsk   | 10    |
| 5    | Leandro Torres          | Dinamo Brest          | 10    |
| 8    | Maksim Skavysh          | Torpedo-BelAZ Zhodino | 9     |
| 9    | Uladzimir Khvashchynski | Dinamo Minsk          | 8     |
| 9    | Nivaldo Ferreira        | Gomel/Dinamo Brest    | 8     |